# Rongrik
L'atollo di Rongerik, conosciuto anche come atollo di Rongdrik o Rondik, è un atollo disabitato di 1,68 km² di superficie situato nell'Oceano Pacifico. È formato da 17 isole che circondano una laguna di 144 km². Fa parte delle Isole Marshall ed è posizionato sulla Ralik Chain, 200 km ad est di Bikini.

## Storia
Secondo la tradizione degli abitanti delle Isole Marshall, si ritiene che Rongerik sia stato stregato dal demone femminile Ujae, che ha contribuito a renderlo inabitabile.
Divenne famoso per essere stato il luogo di temporanea residenza, dal 7 marzo 1946 al 14 marzo 1948, della popolazione dell'atollo di Bikini, che era stata spostata dal proprio atollo durante gli esperimenti nucleari americani dell'Operazione Crossroads. Dopo mesi di cibo scarso e malnutrizione, la popolazione venne spostata prima a Kwajalein e infine all'isola di Kili. Il 1º marzo 1954 Rongerik venne accidentalmente raggiunta dal fallout radioattivo causato da una esplosione nucleare condotta nell'ambito dell'operazione Castle Bravo.